# Comuna Stulpicani, Suceava
Stulpicani este o comună în județul Suceava, Bucovina, România, formată din satele Gemenea, Negrileasa, Slătioara, Stulpicani (reședința) și Vadu Negrilesei.
Comuna are in componență satele Stulpicani, Negrileasa, Vadu Negrilesei, Gemenea, Slătioara. Pe teritoriul comunei există rezervația naturală „Codrii seculari de la Slătioara”.

## Demografie
Componența etnică a comunei Stulpicani
     Români (87,13%)
     Romi (2,54%)
     Alte etnii (10,33%)
Componența confesională a comunei Stulpicani
     Ortodocși (89,3%)
     Alte religii (0,26%)
     Necunoscută (10,44%)
Conform recensământului efectuat în 2021, populația comunei Stulpicani se ridică la 5.362 de locuitori, în scădere față de recensământul anterior din 2011, când fuseseră înregistrați 5.904 locuitori. Majoritatea locuitorilor sunt români (87,13%), cu o minoritate de romi (2,54%). Din punct de vedere confesional, majoritatea locuitorilor sunt ortodocși (89,3%), iar pentru 10,44% nu se cunoaște apartenența confesională.

## Politică și administrație
Comuna Stulpicani este administrată de un primar și un consiliu local compus din 15 consilieri. Primarul, Vasile Zamcu[*], de la Partidul Național Liberal, este în funcție din 2016. Începând cu alegerile locale din 2024, consiliul local are următoarea componență pe partide politice:
|  | Partid                          | Consilieri | Componența Consiliului | Componența Consiliului | Componența Consiliului | Componența Consiliului | Componența Consiliului | Componența Consiliului | Componența Consiliului | Componența Consiliului | Componența Consiliului | Componența Consiliului | Componența Consiliului | Componența Consiliului |
|  | ------------------------------- | ---------- | ---------------------- | ---------------------- | ---------------------- | ---------------------- | ---------------------- | ---------------------- | ---------------------- | ---------------------- | ---------------------- | ---------------------- | ---------------------- | ---------------------- |
|  | Partidul Național Liberal       | 12         |                        |                        |                        |                        |                        |                        |                        |                        |                        |                        |                        |                        |
|  | Partidul Social Democrat        | 2          |                        |                        |                        |                        |                        |                        |                        |                        |                        |                        |                        |                        |
|  | Alianța pentru Unirea Românilor | 1          |                        |                        |                        |                        |                        |                        |                        |                        |                        |                        |                        |                        |

## Recensământul din 1930
Componența etnică a comunei Stulpicani
     Români (76%)
     Germani (16%)
     Evrei (5,82%)
     Polonezi (0,77%)
     Altă etnie (1,41%)
Componența confesională a comunei Stulpicani
     Ortodocși (77%)
     Romano-catolici (15,82%)
     Mozaici (5,79%)
     Evanghelici\Luterani (1,15%)
     Altă religie (0,24%)
Conform recensământului efectuat în 1930, populația comunei Stulpicani se ridica la 2.610 locuitori. Majoritatea locuitorilor erau români (76,0%), cu o minoritate de germani (16,0%), una de evrei (5,82%) și una de polonezi (0,77%). Alte persoane s-au declarat: maghiari (1 persoană), ruși (8 persoane), cehi\slovaci (1 persoană) și ruteni (1 persoană). Din punct de vedere confesional, majoritatea locuitorilor erau ortodocși (77,0%), dar existau și romano-catolici (15,82%), mozaici (5,79%) și evanghelici\luterani (1,15%). Alte persoane au declarat: greco-catolici (4 persoane) și fără religie (2 persoane).

## Personalități
- Nectarie Cotlarciuc (1875-1935) - cleric ortodox român, care a îndeplinit demnitatea de arhiepiscop al Cernăuților și mitropolit al Bucovinei (1924-1935)